# Man, Myth & Magic (enciclopedia)
 Man, Myth & Magic: An Illustrated Encyclopedia of the Supernatural  è un'enciclopedia riguardante i temi del soprannaturale, come la magia, la mitologia e alcune forme di religione, edita dallo scrittore britannico Richard Cavendish con la direzione artistica di Brian Innes, ex percussionista del gruppo jazz inglese The Temperance Seven.
Man, Myth & Magic era inizialmente il titolo di un settimanale britannico edito dalla BPC Publishing, Ltd e stampato Purnell & Sons. Leeds. La copertina del primo numero disegnata da Austin Osman Spare nel 1970. Le pubblicazioni continuarono per 112 numeri per un totale di 1.000 articoli corredati da circa 5.000 illustrazioni, molte delle quali a colori. Purnell vendeva anche i raccoglitori per la raccolta dei numeri in sette volumi, più un raccoglitore aggiuntivo per le copertine delle riviste.

Poco tempo dopo, la BPC Publishing pubblicò una serie di copertine molto popolari che permetteva di raccogliere i 112 numeri in 24 volumi. Nel '95 fu pubblicata un'edizione riveduta in 21 volumi a cura dell'editore Marshall Cavendish, che cedette i diritti sul materiale alla Cavendish Square Publishing, la quale riorganizzò la collana in 10 volumi, suddivisi per soggetto tematico: da Witches and Witchcraft (" Streghe e Stregoneria "), per arrivare aBeliefs, Rituals, and Symbols of Ancient Greece and Rome ("Credenze, Rituali e Simboli dell'antica Grecia e di Roma").
Più di duecento accademici e specialisti contribuirono alla rivista, scrivendo in uno stile generalmente accessibile. Il comitato editoriale era composto da:
- Glyn Daniel, archeologo ed editore della rivista Antiquity;
- ER Dodds, ex Regius Professor di greco a Oxford;
- Mircea Eliade, professore di storia delle religioni all'Università di Chicago;
- William Sargat, ex medico responsabile del dipartimento di medicina psicologica, ospedale di St. Thomas Hospital di Londra;
- John Symonds, autore e curatore letterario di Aleister Crowley;
- RJ Zwi Werblowsky, docente di religioni comparate, Decano della Facoltà di Lettere e Filosofia all'Università Ebraica di Gerusalemme;
- Robert Charles Zaehner, Spalding Professor of Eastern Religion and Ethics all'Università di Oxford;
- Cottie Arthur Burland, ex membro del dipartimento di etnografia presso il British Museum.[4]